# Кирва
Кирва (рус. Кирва) река је на северозападу европског дела Руске Федерације. Протиче преко територије Пестовског рејона на истоку Новгородске области и уз границу са Устјужањским рејоном Вологодске област. Лева је притока реке Мологе и део басена реке Волге и Каспијског језера.
Ушће у Мологу налази се код села Уст-Кировскоје. Укупна дужина водотока је 69 km, док је површина сливног подручја око 540 km².